# داج
داج یا دوج (به انگلیسی: Dodge) شرکت خودروسازی آمریکایی است که در سال ۱۹۰۰ توسط جان فرانسیس داج و هوراس الجین داج تأسیس شد. این شرکت ابتدا به‌عنوان تأمین‌کننده قطعات برای دیگر خودروسازان فعالیت می‌کرد و سپس به تولید خودرو روی آورد.
دفتر مرکزی داج در آبرن هیلز، میشیگان واقع است. این برند هم‌اکنون یکی از زیرمجموعه‌های شرکت خودروسازی استلانتیس (Stellantis) محسوب می‌شود.
پس از خرید شرکت کرایسلر توسط گروه فیات، برند داج نیز به زیرمجموعه‌های فیات پیوست. در سال ۲۰۲۱ با ادغام فیات کرایسلر اتومبیلز (FCA) و گروه پژو سیتروئن اتومبیلز (PSA)، شرکت جدیدی به نام استلانتیس تشکیل شد که از آن زمان مدیریت برند داج را نیز بر عهده دارد.
داج امروزه در زمینه تولید خودروهای اس‌یووی، سدان و کوپه‌های پرفورمنس فعالیت دارد. مدل‌هایی مانند چارجر (Charger) و چلنجر (Challenger) از جمله محصولات شناخته‌شده این برند هستند.

## تاریخچه
شرکت خودروسازی داج در سال ۱۹۰۰ توسط برادران داج به نام‌های جان فرانسیس داج و هوراس الجین داج، در شهر دترویت، میشیگان تأسیس شد. این شرکت در سال‌های نخست فعالیت خود، قطعات مختلف خودرو را برای شرکت‌های فورد و اولدزموبیل تولید می‌نمود. نخستین خودروی ساخت این شرکت، با موتور ۴ سیلندر، در سال ۱۹۱۴ تحت عنوان داج مدل ۳۰ تولید و عرضه شده‌ بود.

## مدل‌های پیشین
| مدل                 | سال                       |
| ------------------- | ------------------------- |
| داج ۵۰              | ۱۹۷۹–۱۹۹۳                 |
| داج کماندو          | ۱۹۷۰–۱۹۸۰                 |
| داج ۱۰۰             | ۱۹۴۹–۱۹۵۷                 |
| داج ۳۰۰             | ۱۹۵۷–۱۹۶۵                 |
| داج ۳۳۰             | ۱۹۶۳–۱۹۶۴                 |
| دوج ۴۰۰             | ۱۹۸۲–۱۹۸۳                 |
| داج ۴۴۰             | ۱۹۶۲–۱۹۶۴                 |
| داج ۵۰۰             | ۱۹۶۴–۱۹۷۰                 |
| دوج ۶۰۰             | ۱۹۸۳–۱۹۸۸                 |
| دوج ای۱۰۰           | ۱۹۶۴–۱۹۷۰                 |
| پلیموث رلاینت       | ۱۹۸۱–۱۹۸۹                 |
| دوج آسپن            | ۱۹۷۶–۱۹۸۰                 |
| داج اونجر           | ۱۹۹۵–۲۰۰۰; ۲۰۰۸–۲۰۱۴      |
| داج سری بی          | ۱۹۴۸–۱۹۵۳                 |
| داج سری سی          | ۱۹۵۰–۱۹۶۰                 |
| دوج کالیبر          | ۲۰۰۶–۲۰۱۲                 |
| داج چلنجر           | ۱۹۷۰–۱۹۷۴                 |
| داج چلنجر           | ۱۹۷۸–۱۹۸۳                 |
| دوج چارجر           | ۱۹۶۶–۱۹۷۸                 |
| دوج چارجر (بدنه-ال) | ۱۹۸۱–۱۹۸۷                 |
| دوج کلت             | ۱۹۷۱–۱۹۹۴                 |
| داج کروسادر         | ۱۹۵۱–۱۹۵۸                 |
| دوج کورونت          | ۱۹۴۹–۱۹۵۹; ۱۹۶۵–۱۹۷۶      |
| داج کاستم           | ۱۹۴۶–۱۹۴۸                 |
| داج کاستم ۸۸۰       | ۱۹۶۲–۱۹۶۵                 |
| داج کاستم رویال     | ۱۹۵۵–۱۹۵۹                 |
| دوج سری دی          | ۱۹۶۱–۱۹۹۳                 |
| دوج داکوتا          | ۱۹۸۷–۲۰۱۱                 |
| دوج دارت            | ۱۹۶۰–۱۹۷۶                 |
| داج دارت            | ۲۰۱۳–۲۰۱۶                 |
| دوج دیتونا          | ۱۹۸۴–۱۹۹۳                 |
| داج دلوکس           | ۱۹۴۶–۱۹۴۸                 |
| دوج دیپلمات         | ۱۹۷۷–۱۹۸۹                 |
| دوج داینستی         | ۱۹۸۸–۱۹۹۳                 |
| داج فست فور         | ۱۹۲۷–۱۹۲۸                 |
| دوج اینترپید        | ۱۹۹۳–۲۰۰۴                 |
| داج کینگزوی         | ۱۹۴۶–۱۹۵۹                 |
| داج لافمه           | ۱۹۵۵–۱۹۵۶                 |
| دوج لنسر            | ۱۹۵۵–۵۹; ۱۹۶۱–۶۲; ۱۹۸۵–۸۹ |
| دوج مگنوم           | ۱۹۷۸–۱۹۷۹; ۲۰۰۵–۰۸        |
| داج ماتادور         | ۱۹۶۰                      |
| داج میفیر           | ۱۹۵۳–۱۹۵۹                 |
| دوج مدوبروک         | ۱۹۴۹–۱۹۵۴                 |
| دوج میرادا          | ۱۹۸۰–۱۹۸۳                 |
| دوج موناکو          | ۱۹۶۵–۱۹۷۸; ۱۹۹۰–۱۹۹۲      |
| دوج نایترو          | ۲۰۰۶–۲۰۱۲                 |
| داج اومنی           | ۱۹۷۸–۱۹۹۰                 |
| دوج اومنی ۰۲۴       | ۱۹۷۹–۱۹۸۲                 |
| داج اومنی جی ال اچ  | ۱۹۸۴–۱۹۸۶                 |
| داج فونیکس          | ۱۹۶۰–۱۹۷۳                 |
| دوج پولارا          | ۱۹۶۰–۱۹۷۳                 |
| داج پاور واگن       | ۱۹۴۵–۱۹۸۰                 |
| دوج تراک            | ۱۹۹۴–۲۰۰۹                 |
| دوج رم ۵۰           | ۱۹۷۹–۱۹۹۶                 |
| دوج رم اس‌آرتی-۱۰    | ۲۰۰۴–۲۰۰۶                 |
| ون دوج رام          | ۱۹۷۱–۲۰۰۳                 |
| داج رمشارجر         | ۱۹۷۴–۲۰۰۱                 |
| دوج رمپیج           | ۱۹۸۲–۱۹۸۴                 |
| دوج رجنت            | ۱۹۵۱–۱۹۶۰                 |
| داج رویال           | ۱۹۵۴–۱۹۵۹                 |
| دوج شدو             | ۱۹۸۷–۱۹۹۴                 |
| داج سیرا            | ۱۹۵۵–۱۹۵۶                 |
| دوج اسپریت          | ۱۹۸۹–۱۹۹۵                 |
| داج اسپرینتر        | ۲۰۰۴–۲۰۰۹                 |
| دوج اس‌آرتی-۴        | ۲۰۰۳–۲۰۰۵                 |
| دوج سنت رجیس        | ۱۹۷۹–۱۹۸۱                 |
| داج جی‌تی‌او          | ۱۹۹۱–۱۹۹۶                 |
| دوج استراتوس        | ۱۹۹۵–۲۰۰۶                 |
| داج تاون پنل        | ۱۹۵۴–۱۹۶۶                 |
| داج فیوری           | ۱۹۵۹                      |
| داج وایپر           | ۱۹۹۲–۲۰۱۰; ۲۰۱۲–۲۰۱۷      |
| داج ویفارر          | ۱۹۴۹–۱۹۵۲                 |
| دوج سری دبلیوسی     | ۱۹۴۰–۱۹۴۵                 |

## عضلانی
داج در سال‌های ۱۹۶۸ تا ۱۹۷۴ خودروهایی در کلاس «عضلانی» تولید کرد. یک خودروی عضلانی در کامل‌ترین تعریف یک خودروی سایز متوسط، چهار نفره، دارای توانایی‌هایی حرکتی در حد مشخص، مجهز به یک موتور وی-۸ بلوک بزرگ و قیمت مناسب می‌باشد، به طوری که قابل خریداری توسط بیشتر افراد جامعه بوده و مثل بسیاری از خودروهای اسپرت منحصر به قشر خاصی از جامعه نباشد.

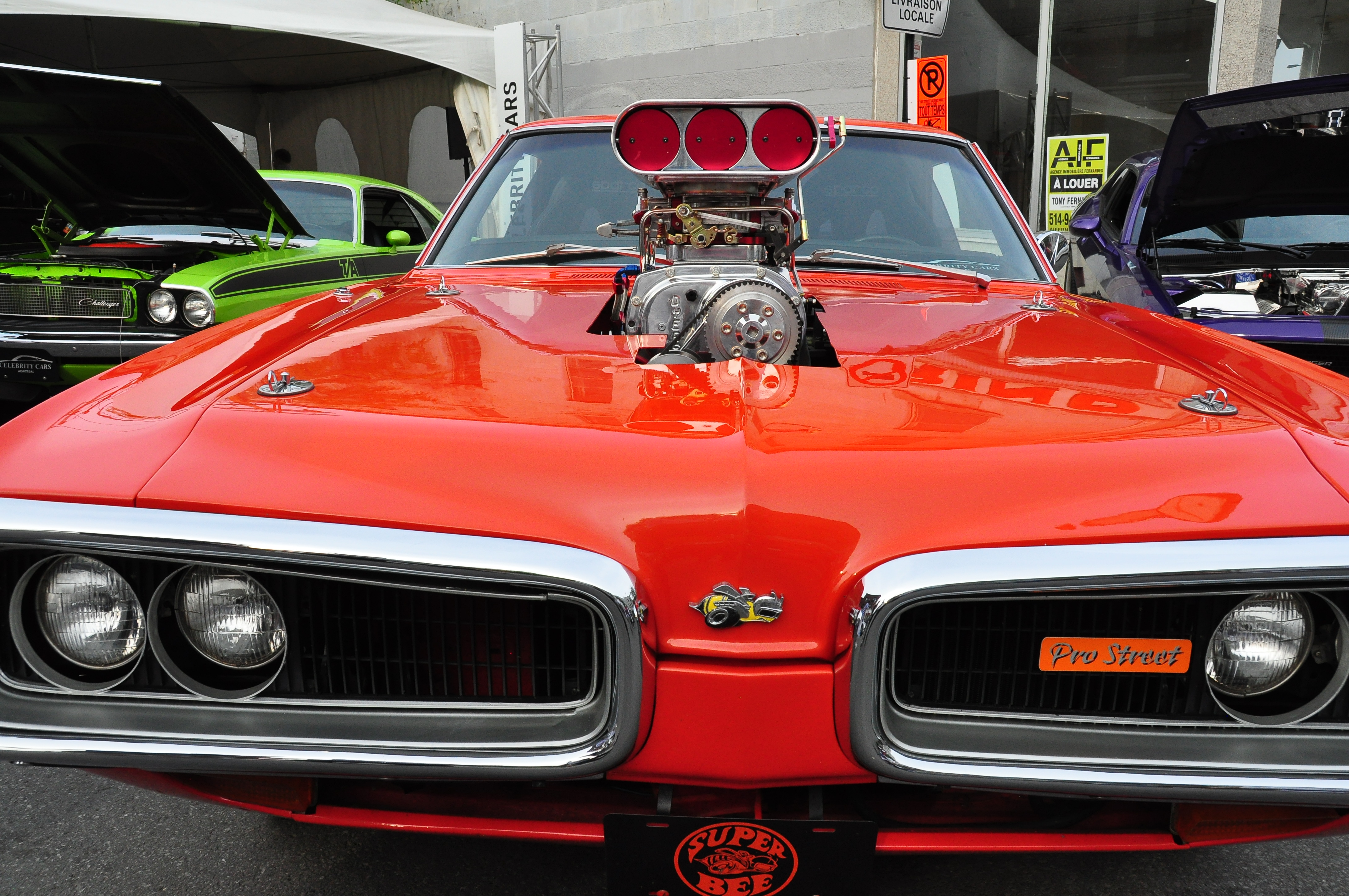
یک نمونه عضلانی از گونه کلاسیک

تعریف دقیق تنها شامل خودروهای سایز متوسط می‌شود. در واقع تا سال ۱۹۶۴ از مدل‌های سایز متوسط خبری نبود. پیش از آن سازندگان با افزایش قدرت و توانایی‌های مدل‌های فول سایز، آن‌ها را تبدیل به عضلانی می‌کردند. به همین خاطر نخست خودروهای فول سایز تقویت شده توسط شرکت داج، عضلانی نامیده می‌شدند.
علاوه بر مدل‌های فول سایز و سایز متوسط، مدل‌های کوچکی هم بودند که توانایی‌های خود را به رخ بقیه می‌کشیدند. این مدل‌های جدید به اصطلاح پونی کارز نام گرفتند. (که به معنی اسب کوچک می‌باشد) این خودروها تنها در صورتی جزو دستهٔ عضلانی قرار می‌گیرند که توانایی‌های آن‌ها در بالاترین حد ممکن و در حد عضلانی‌های واقعی باشد.

## مدل‌های کنونی

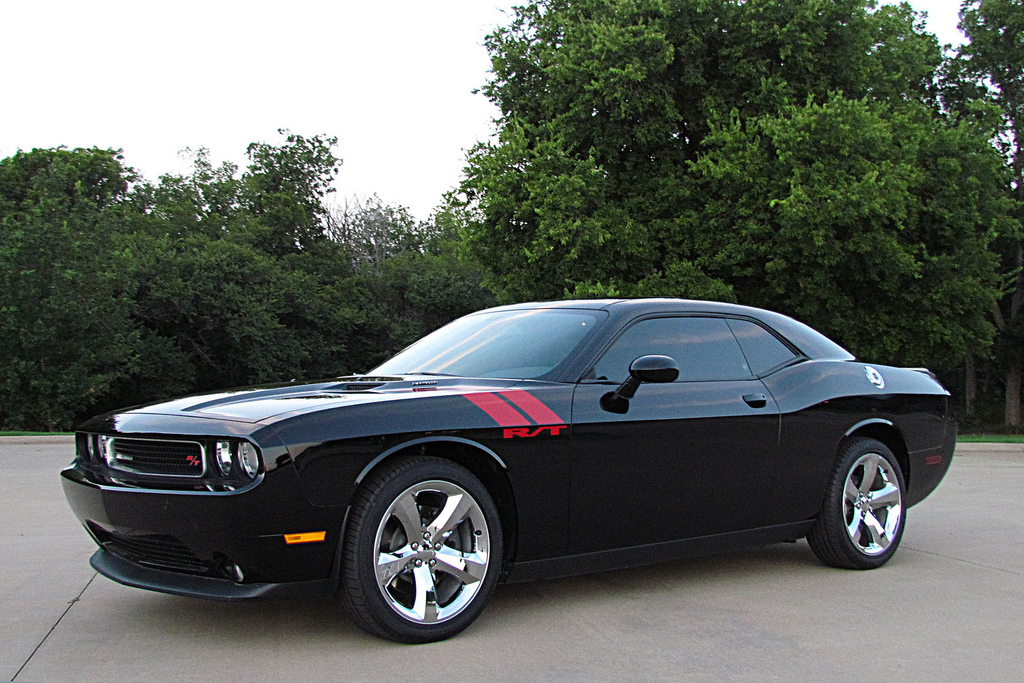
داج چلنجر
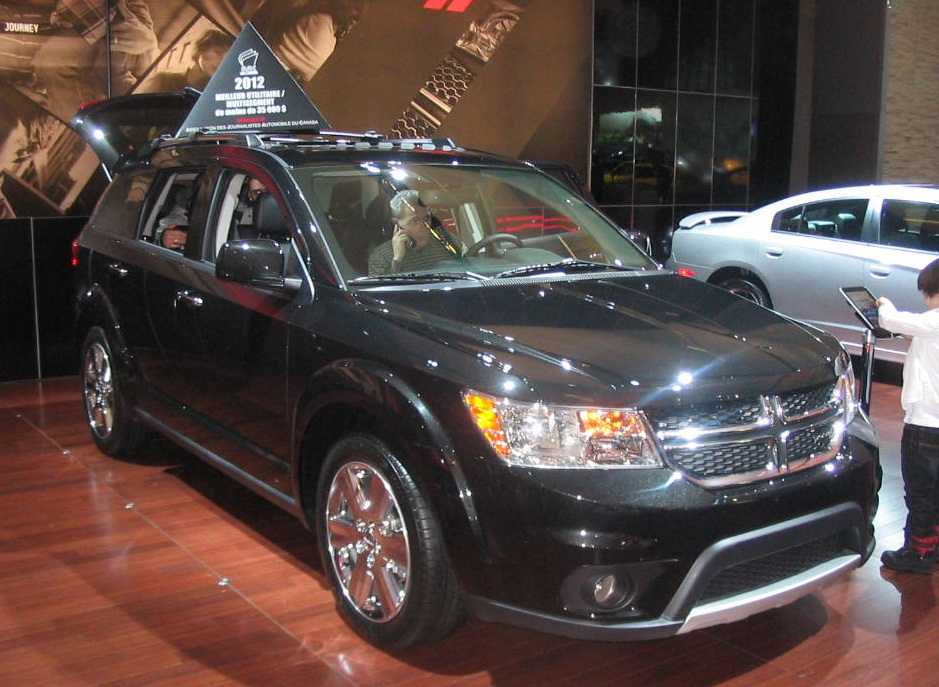
داج جرنی
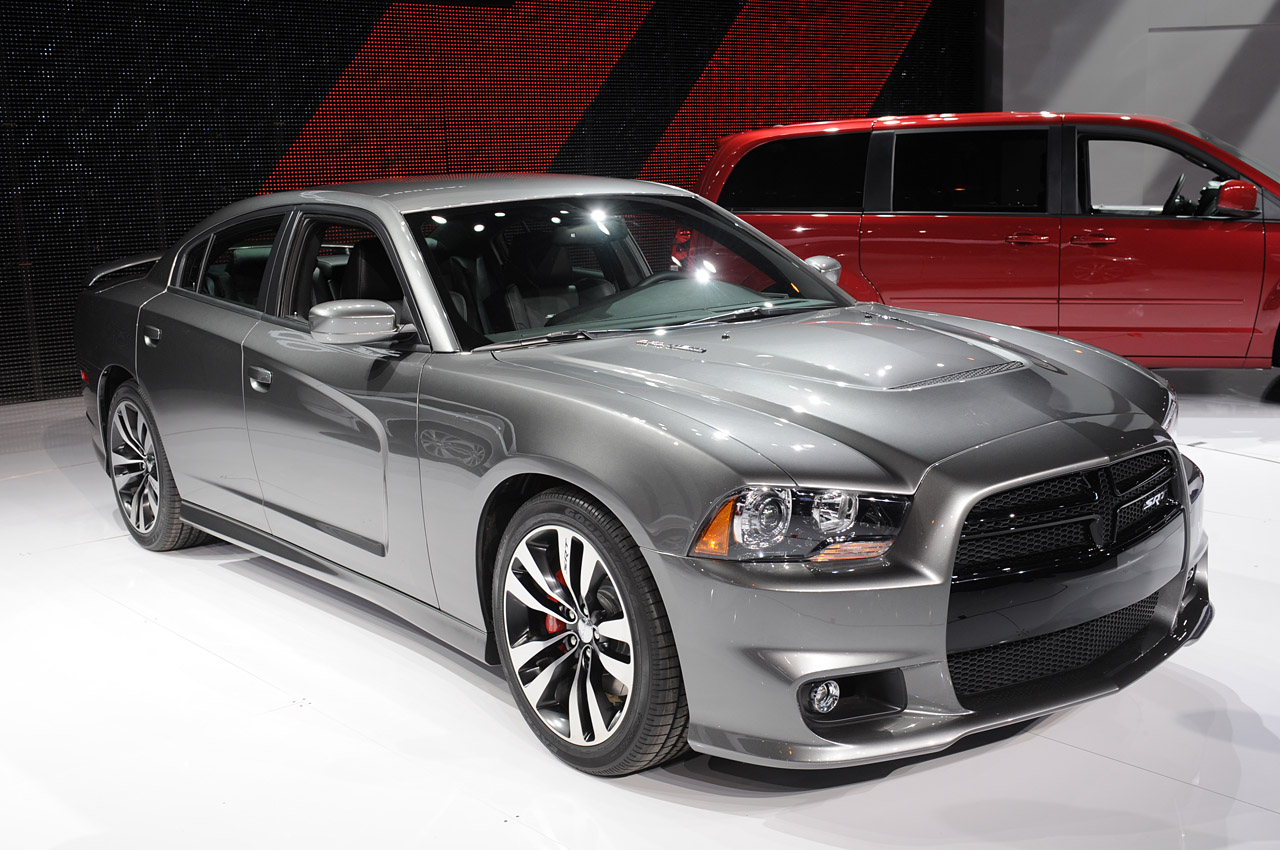
داج چارجر
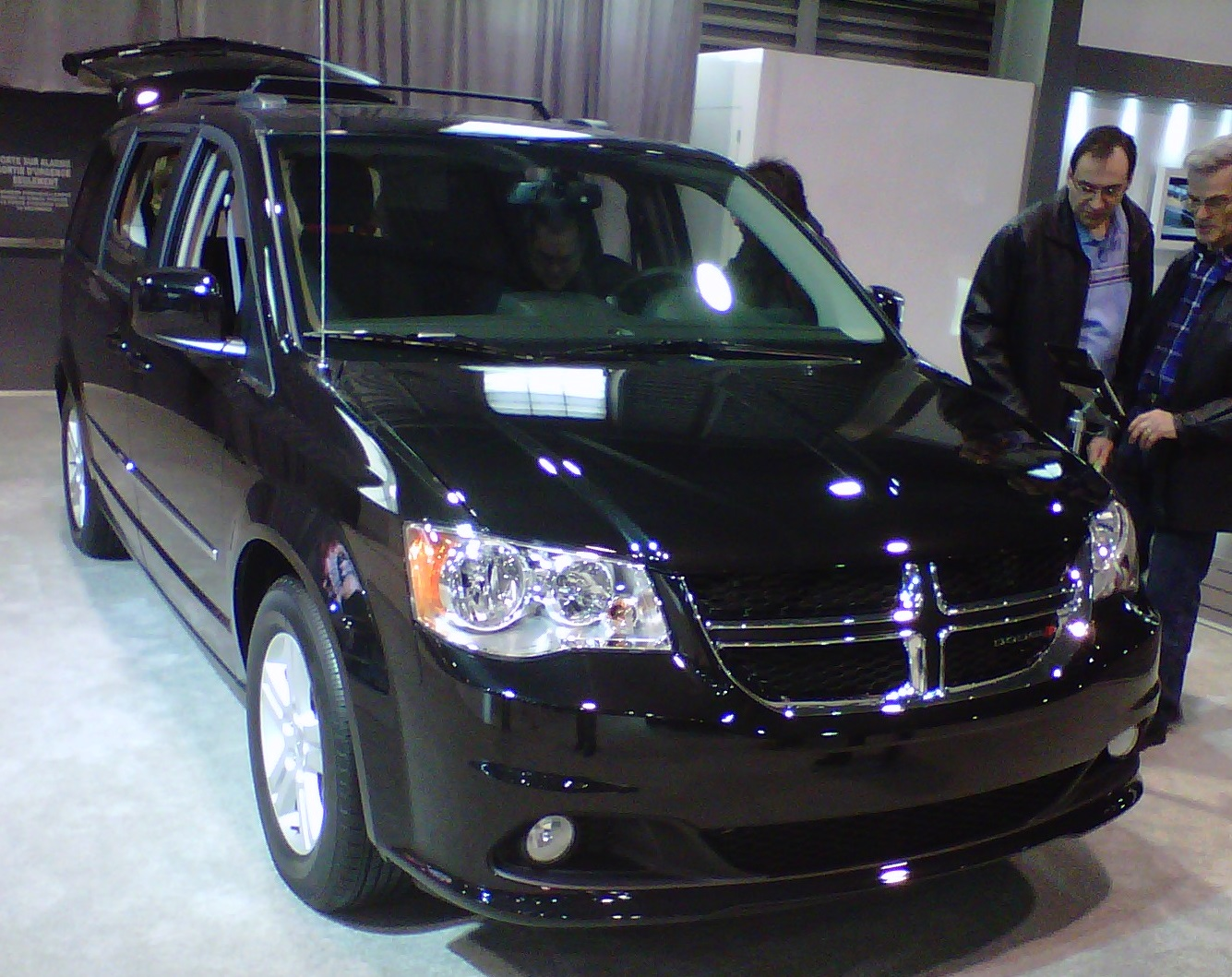
داج کاروان
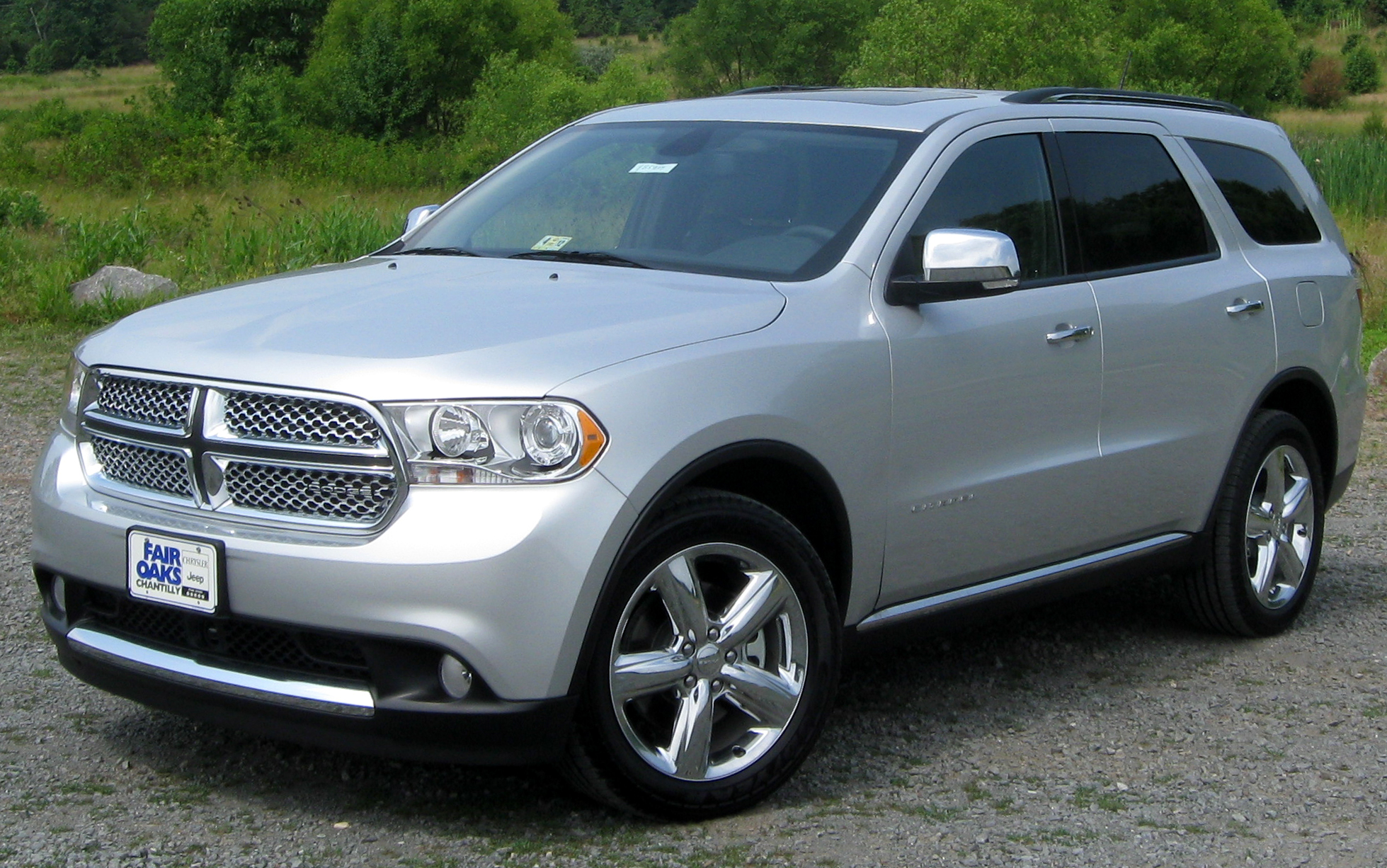
داج دورانگو
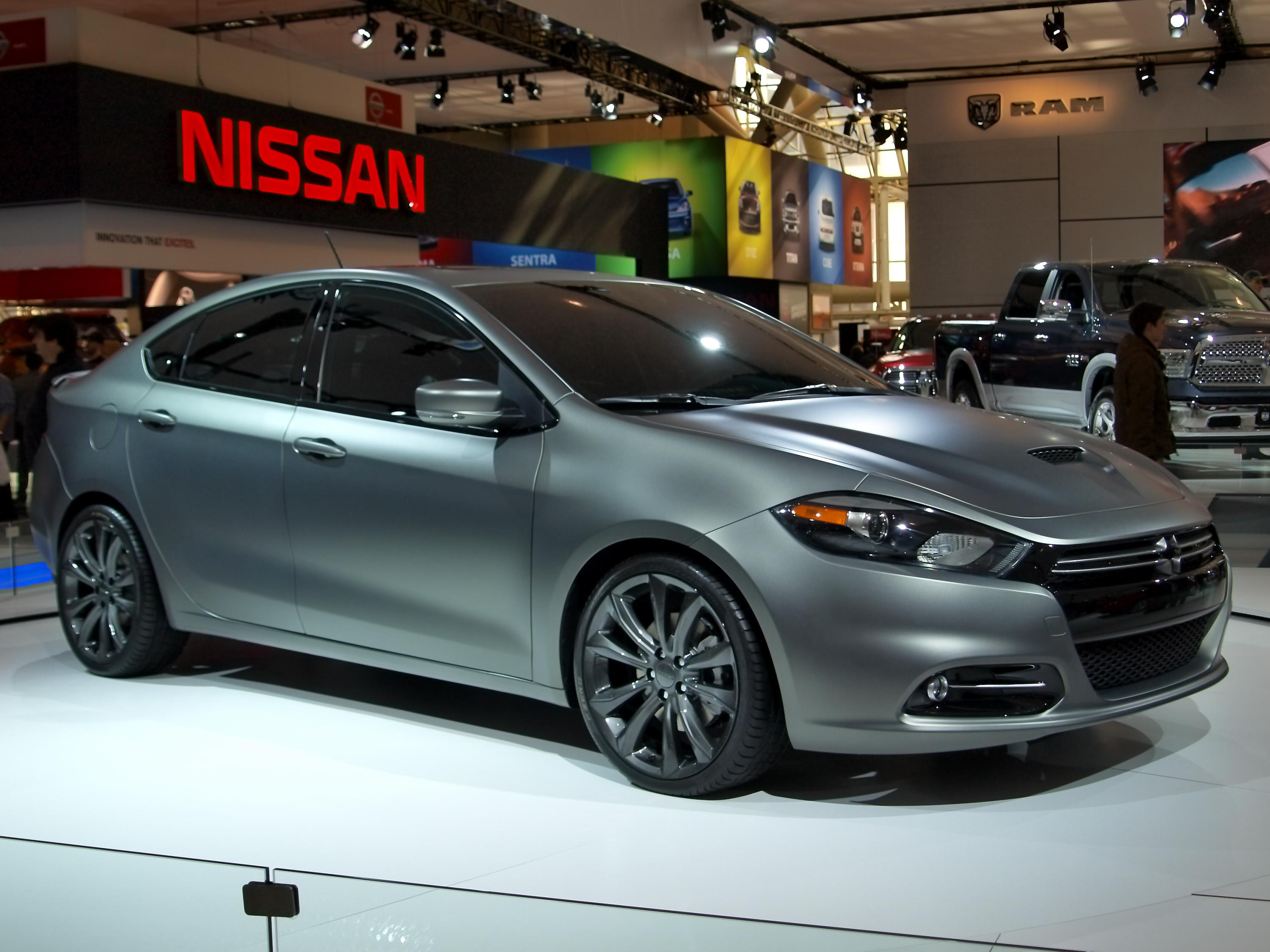
داج دارت

### Current models
| Model   | Year                                        |
| ------- | ------------------------------------------- |
| اتیتیود | ۲۰۰۶- تا کنون (فقط مکزیک)                   |
| چارجر   | ۱۹۶۶–۱۹۷۸; ۱۹۸۳–۸۷; ۲۰۰۶– تا کنون           |
| دورانگو | ۱۹۹۸–۲۰۰۹; ۲۰۱۱– تا کنون                    |
| هورنت   | ۲۰۲۲– تاکنون(تنها در ایالات متحده و کانادا) |
| جرنی    | ۲۰۲۱– تا کنون(فقط مکزیک)                    |